# Combin de la Tsessette
Le Combin de la Tsessette est un sommet des Alpes pennines, en Suisse, situé dans le canton du Valais, qui culmine à 4 135 m d'altitude.
Sommet du massif des Combins situé au nord-est du Combin de Grafeneire, il domine le glacier du Grand Combin au nord-ouest, le glacier du Croissant au sud et le glacier de la Tsessette et le lac de Mauvoisin au nord-est,.